# Субституция (лингвистика)
Субститу́ция (от позднелат. substitutio, от лат. substitutio — «ставлю, назначаю вместо») — группа способов словообразования, при которых происходит замена частей слов. При этом усекаться и добавляться может не только морфема, но и неморфемный сегмент.
Субституция делится на 4 подгруппы:
1. Морфемно-морфемная (замена морфемы на морфему)
2. Морфемно-сегментная (замена морфемы на сегмент)
3. Сегментно-морфемная (замена сегмента на морфему)
4. Сегментно-сегментная (замена сегмента на сегмент)

В каждом из видов (кроме последнего, сегменто-сегментного) можно выделить подвиды:
1. Трансрадиксация (замена корня)
2. Транспрефиксация (замена приставки)
3. Транссуффиксация (замена суффикса)